# Временное правительство ГДР
Временное правительство ГДР - высший орган исполнительной власти в ГДР с 7 октября 1949 года до 7 ноября 1950 года
Премьер-министром стал председатель СЕПГ Отто Гротеволь, заместителями премьер-министра — заместитель председателя СЕПГ Вальтер Ульбрихт, председатель ХДС Отто Нушке, председатель ЛДПГ Герман Кастнер, из «силовых» министров имелся только министр внутренних дел, им был назначен социалист Карл Штейнхоф, министром иностранных дел стал член ХДС Георг Дертингер, министром финансов председатель земельного отделения ЛДПГ в Тюрингии Ганс Лох, министром юстиции — член Правления и Центрального секретариата СЕПГ Макс Фехнер. Либералы также получили пост министра торговли и поставок (другой председатель земельного отделения ЛДПГ в Тюрингии — Карл Хаман), христианские демократы — посты министра труда и здравоохранения — Луитпольд Штейдле и министра почты и телеграфа Фридрих Бурмейстер, национал-демократы — пост министра строительства (председатель НДПГ Лотар Больц), демкрестьяне — пост министра сельского и лесного хозяйства (председатель ДКПГ — Эрнст Гольденбаум), остальные посты получили социалисты. В феврале 1950 года была введена должность министра государственной безопасности ГДР, которым стал социалист Вильгельм Цайссер.
| Должность | Имя                              | Партия       | Государственный секретарь  | Партия |
| --- | -------------------------------- | ------------ | -------------------------- | ------ |
| Премьер-министр | Отто Гротеволь                   | СЕПГ         | Фриц Гейер                 | СЕПГ   |
| Заместитель премьер-министра | Вальтер Ульбрихт                 | СЕПГ         |                            |        |
| Заместитель премьер-министра | Герман Кастнер (до июля 1950 г.) | ЛДПГ         |                            |        |
| Заместитель премьер-министра | Отто Нушке                       | ХДС          |                            |        |
| Министр иностранных дел | Георг Дертингер                  | ХДС          | Антон Аккерман             | СЕПГ   |
| Министр внутренних дел | Карл Штайнхофф                   | ЛДПГ         | Ганс Варнке                | СЕПГ   |
| Министр финансов | Ганс Лох                         | СЕПГ         | Вилли Румпф                | СЕПГ   |
| Министр народного образования | Пауль Вандель                    | СЕПГ         | Рут Фабиш                  | ЛДПГ   |
| Министр промышленности | Фриц Зельбман                    | СЕПГ         | Альфред Вундерлих          | НДПГ   |
| Министр планирования преобразован в Государственную плановую комиссию в 1950 году | Генрих Рау                       | СЕПГ         | Бруно Лейшнер              | СЕПГ   |
| Министр внешней торговли и материально-технического снабжения С 11 ноября 1949 года переименован в: Министр внутренней торговли, внешней торговли и материального снабжения Германии | Георг Ульрих Хандке              | СЕПГ         | Ганс-Пауль Гантер-Гилманс  | ХДС    |
| Министр торговли и снабжения | Карл Хаманн                      | ЛДПГ         | Рудольф Альбрехт           | ДКПГ   |
| Министр строительства | Лотар Больц                      | НДПГ         | Вильгельм фон Штольценберг | ЛДПГ   |
| Министр труда и здравоохранения | Луитпольд Штейдле                | ХДС          | Пауль Пешке                | СЕПГ   |
| Министр юстиции | Макс Фехнер                      | СЕПГ         | Гельмут Брандт             | ХДС    |
| Министр почты и телекоммуникаций | Фридрих Бурмейстер               | ХДС          | Вильгельм Шредер           | СЕПГ   |
| Министр транспорта | Ганс Рейнгрубер                  | беспартийный | Вильгельм Бахем            | ХДС    |
| Министр сельского и лесного хозяйства | Эрнст Гольденбаум                | ДКПГ         | Пауль Меркер               | СЕПГ   |

## Изменения
| Должность | Имя               | Партия | Государственный секретарь | Партия |
| --- | ----------------- | ------ | ------------------------- | ------ |
| Создан с 12 октября 1949 г.: Управление информации при премьер-министре ГДР (Amt für Information beim Ministerpräsidenten der DDR) | Герхарт Эйслер    | СЕПГ   |                           |        |
| Создано с 8 февраля 1950 года: Министр государственной безопасности                                                                | Вильгельм Цайссер | СЕПГ   |                           |        |